# (78) Диана
(78) Диана (лат. Diana) — астероид главного пояса, принадлежащий к тёмному спектральному классу C. Он был открыт 15 марта 1863 года немецким астрономом Робертом Лютером в Дюссельдорфской обсерватории и назван в честь древнеримской богини охоты Дианы. Название было предложено дядей учёного В. Лютером (нем. W. Luther).

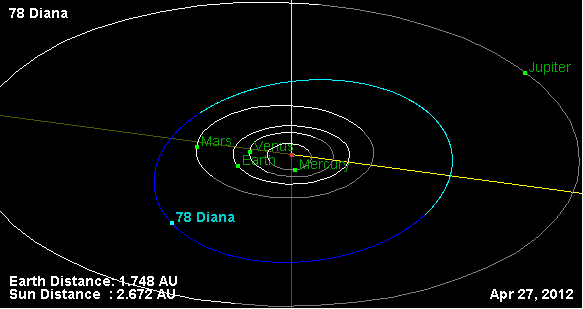
Орбита астероида Диана и его положение в Солнечной системе

Ещё в XIX веке немецкие астрономы периодически проводили наблюдения Дианы, измеряя и уточняя её эфемириды. В 1881 году русский астроном Дмитрий Иванович Дубяго создал теорию движения астероида. За эту работу ему было присвоено звание доктора астрономии и геодезии Петербургской академии наук.
В наше время неоднократно наблюдается покрытие звёзд Дианой, как, например, в 1980, 2008 и 2009 годах.
Период вращения астероида был определён в 1983 году, поздний анализ изменения кривой блеска в целом подтвердил эти данные. Диаметр Дианы был определён по результатам наблюдений, проведённых с помощью космической лаборатории IRAS.